# Teufelsbach
Teufelsbach este un oraș din Namibia, prin care trece drumul B1⁠(en)[traduceți].